# Félix Armando Núñez
Félix Armando Núñez Beauperthuy (Maturín, Monagas, 28 de noviembre de 1897—Santiago, 16 de mayo de 1972) fue un poeta, ensayista, crítico venezolano.

## Biografía
Nació el 28 de noviembre de 1897 en Boquerón, Maturín, Estado Monagas, Venezuela. Hijo de Félix Núñez Sucre y María Beauperthuy Coll. Estudió en la Escuela Federal de Maturín y se matriculó en la Escuela de Magisterio de Caracas en 1913 y en 1914 recibió una beca para estudiar en la Escuela Normal José Abelardo Núñez en Santiago de Chile. En 1915 se graduó de Profesor Normalista, y en 1916, luego de graduarse del bachillerato, inició sus estudios en el Instituto Pedagógico de la Universidad de Chile donde en 1919 obtuvo el título de profesor de castellano. En 1921 se trasladó a Concepción, para trabajar como profesor de secundaria, cargo que ocupó durante 19 años. A partir de 1922 pasó a trabajar en la Universidad, donde fue nombrado prosecretario general y profesor en 1931, decano de la Facultad de Filosofía y Educación, profesor de Literatura, Filosofía y Estética Literaria, y miembro a su vez del cuerpo directivo de la revista Atenea. 
Entre 1940 y 1941 trabajó en el Instituto Pedagógico de Caracas en los Departamentos de Filosofía y Pedagogía.
Regresó a Chile donde continuó su labor como docente en la Universidad de Concepción hasta 1947 cuando se trasladó a Santiago. Fue Profesor de la Escuela Normal Superior, del Liceo Miguel Luis Amunátegui, del instituto privado Santiago College y de la Universidad Técnica del Estado, de donde renuncia en 1963 por razones de salud.
Obtuvo el Premio Nacional de Literatura de Venezuela en 1953 con la obra El poema de la tarde. Fue condecorado con la Orden del Mérito Bernardo O’Higgins y la designación honrosa de «Hijo Ilustre de Maturín», con que le distinguiera el Concejo Municipal de esta ciudad. 
Murió en Santiago de Chile el 16 de mayo de 1972.

## Obra
- La Voz Intima (1919, poema)[4]
- La Luna de otoño (1919, poema)[4]
- El Corazón Abierto (1922, poemas)[4]

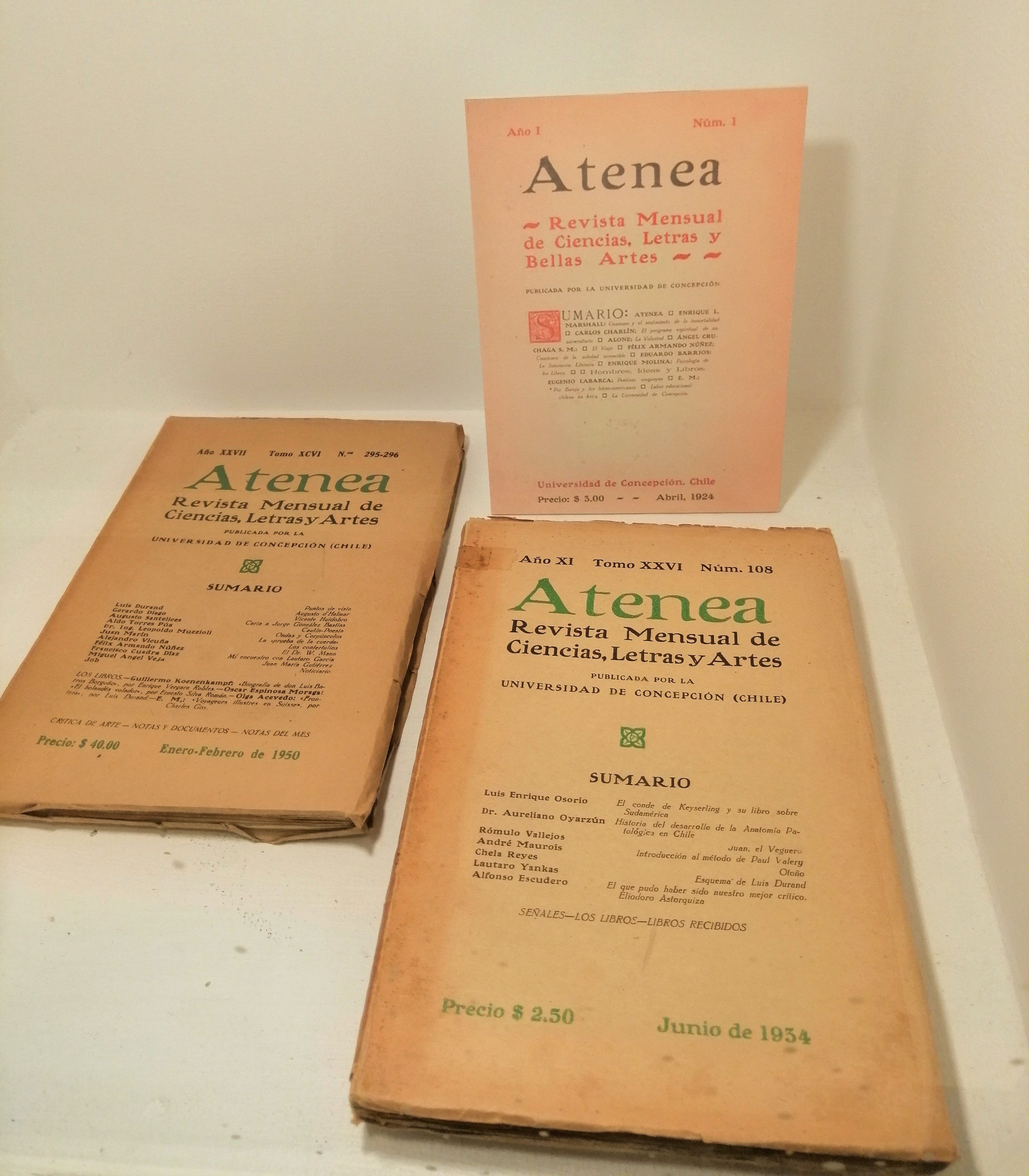
Félix Armando Núñez publicó en el primer número de la revista Atenea (1924), así como en el número 295-296 (1950)

- Canciones de Todos los Tiempos (1943, poema)[4]
- Moradas Imprevistas (1945, poemas)[4]
- El Poema la Tarde (1952)
- Poema Filial (1953)[4]
- Fastos del Espíritu (1954, ensayos)[4]